# Xã Norton, Quận Winona, Minnesota
Xã Norton (tiếng Anh: Norton Township) là một xã thuộc quận Winona, tiểu bang Minnesota, Hoa Kỳ. Năm 2010, dân số của xã này là 490 người.